# Cisto dermoide
Um cisto dermóide é uma forma cística benigna do teratoma, que contém pele madura desenvolvida com folículo piloso e glândulas sudoríparas completas, algumas vezes com pelos e sebo, sangue, gordura, osso, unha, dentes, cartilagem e tecido da tireóide. Por conter tecido maduro, um cisto dermóide quase sempre é benigno. Os raros cistos dermóides malignos geralmente se desenvolvem em carcinoma de células escamosas da pele em adultos; em bebês e crianças geralmenete se desenvolvem em tumor do seio endodérmico.